# منوچهر درجزی
منوچهر درجزی (زادهٔ ۱۱ خرداد ۱۳۳۴ در بندر انزلی) است و از مربیان و بازیکنان فوتبال ایران محسوب می‌شود. او یکی از پیشکسوتان باشگاه ملوان بندر انزلی است.

## فوتبال حرفه‌ای
درجزی در سال ۱۳۵۳ به عنوان جوان‌ترین بازیکن تیم ملوان در مسابقات فوتبال جام تخت جمشید پا به عرصه فوتبال گذاشت و تا سال ۱۳۶۷ به عنوان بازیکن و کاپیتان تیم ملوان بازی کرد. آخرین بازی او در جام حذفی در اهواز با نایب قهرمانی تیم ملوان به عنوان بازیکن به پایان رسید و بعد از آن به عنوان مربی در این تیم فعالیت کرد.
او در تیم جوانان، امید و بزرگ سالان ملوان مربیگری کرده است و دارای مدرک A از کنفدراسیون فوتبال آسیا است. همچنین درجزی یکی از مربیان مجاز لیگ برتر فوتبال ایران است که سابقه مربیگری در تیم ملوان را نیز دارد.